# Odontocline hollickii
Odontocline hollickii là một loài thực vật có hoa trong họ Cúc. Loài này được (Britton ex Greenm.) B.Nord. mô tả khoa học đầu tiên năm 1978.